# سی‌سی‌جی‌ایچ سیای
سی‌سی‌جی‌ایچ سیای (به انگلیسی: CCGH Siyay) یک کشتی است که طول آن ۲۸٫۵ متر (۹۳ فوت ۶ اینچ) می‌باشد. این کشتی در سال ۱۹۹۸ ساخته شد.
مأموریت اولیه و اصلی سی سی جی ایچ سیای انجام تحقیق و عملیات نجات بر روی رودخانهٔ فریزر دلتا و نواحی وشاخه‌های فرعی قابل کشتیرانی آن می‌باشد.